# Sweet Thing (Boney James)
Sweet Thing è il quinto album in studio del sassofonista statunitense Boney James, pubblicato nel 1997.

## Tracce
1. East Bay – 5:19
2. Nothin' But Love – 5:01
3. Words (Unspoken) – 4:38
4. Sweet Thing – 3:56
5. It's All Good – 5:14
6. After the Rain – 4:40
7. Innocence – 4:30
8. I Still Dream – 4:14
9. Ivory Coast – 4:27